# Vitos Klinik für Psychiatrie und Psychotherapie Gießen
Die Vitos Klinik für Psychiatrie und Psychotherapie Gießen befindet sich an der Licher Straße 106 in Gießen. Träger ist Vitos Gießen-Marburg.

## Geschichte
Die Landes-Heil- und Pflegeanstalt Gießen wurde im September 1911 in Betrieb genommen. Man nahm Frauen und Männer als Patienten auf. Im Ersten Weltkrieg diente die Anstalt als Reservelazarett zur Wiederherstellung der Kriegstauglichkeit traumatisierter Soldaten.

### Zeit des Nationalsozialismus
In der Zeit des Nationalismus wurden an Patienten Zwangssterilisationen durchgeführt. 263 Patienten wurden in die NS-Tötungsanstalt Hadamar verbracht und dort mit Gas ermordet.
Die Gießener Heil- und Pflegeanstalt diente später als eine  Sammelanstalt für jüdische Patienten. 126 Menschen wurden mit einem Transport nach Brandenburg an der Havel gebracht und in der NS-Tötungsanstalt Brandenburg im dortigen alten Zuchthaus am 1. Oktober 1940 ermordet.

### Nachkriegszeit
Am Anfang der 1950er Jahre wurde die Klinik vom Landeswohlfahrtsverband Hessen übernommen. Sie wurde in „Psychiatrisches Krankenhaus“ umbenannt.
In den späteren 1950er Jahren wurden erstmals Medikamente eingesetzt. Später kamen neue Behandlungsformen wie Arbeitstherapie, Beschäftigungstherapie, Soziotherapie, Psychotherapie und Bewegungstherapie hinzu.
Mitte der 1970er Jahre wurden gemischt-geschlechtlichen Stationen eingeführt und die großen Schlafsäle durch kleinere Zimmer ersetzt.
2002 erfolgte eine Zusammenführung der Kliniken in Marburg (Klinik Lahnhöhe) und Gießen (Klinik für Psychosomatische Medizin und Psychotherapie) zum „Zentrum für Soziale Psychiatrie Mittlere Lahn“, seit 2009 „Vitos Klinikum Gießen-Marburg“.

## Einrichtung
Das Behandlungsangebot umfasst die Bereiche Allgemeinpsychiatrie, Gerontopsychiatrie sowie Abhängigkeitserkrankungen.